# Martin Schneider (Regisseur)
Martin Schneider (* 5. März 1938 in Merseburg; † 22. Januar 2021) war ein deutscher Opernregisseur und Hochschullehrer.

## Leben
Martin Schneider studierte an der Martin-Luther-Universität Halle-Wittenberg Musikerziehung, Germanistik und Musikwissenschaft sowie Violine, Klavier und Gesang. Zu seinen Lehrern gehörten unter anderem der Musikwissenschaftler Walther Siegmund-Schultze und der Musikhistoriker Max Schneider. Das Studium schloss Schneider mit Diplom ab und absolvierte eine Redaktionsassistenz beim Rundfunk der DDR. 1962 wechselte Schneider als Regieassistent und Abendspielleiter an die Komische Oper Berlin. Ab 1970 wurde er Spielleiter an der Komischen Oper Berlin und wirkte unter anderem unter Walter Felsenstein, Götz Friedrich und Horst Bonnet. Von 1974 an war Martin Schneider 1. Spielleiter des Opernhauses Halle, dessen Direktor er 1978 wurde. Seit 1970 führten ihn Gastinszenierungen an andere Häuser wie das Theater Potsdam, an die niederländische Oper Amsterdam und an das Staatstheater Cottbus sowie ins Fernsehen der DDR.
Seit 1980 war Martin Schneider als Freischaffender, Regisseur und Hochschullehrer tätig unter anderen mit Lehraufträgen an der Hochschule für Musik und Theater „Felix Mendelssohn Bartholdy“ Leipzig und an der Universität der Künste Berlin. Seit 1982 wirkte Martin Schneider an der Hochschule für Musik Hanns Eisler Berlin, zunächst als Oberassistent und ab 1986 als Dozent für szenischen Unterricht in der Abteilung Gesang. Von 1992 bis 2003 war er Professor und szenischer Leiter des Musiktheaters. Seit 2003 war Martin Schneider bis 2006 Lehrbeauftragter an der Hochschule für Musik „Hanns Eisler“ Berlin.
Martin Schneider ist der Vater von Christoph Schneider, dem Schlagzeuger der Rockband Rammstein, und von Constanze Schneider, einer Designerin und Kostümbildnerin. Gemeinsam mit seiner Ehefrau Antje Schneider unternahm er Lesetouren mit literarisch-musikalischen Programmen.